# Endoxyla edwardsi
Endoxyla edwardsi is een vlinder uit de familie van de Houtboorders (Cossidae). De soort is voor het eerst wetenschappelijk beschreven als Cossus edwardsi door Johann Gottlieb Otto Tepper in een publicatie uit 1891.
De soort komt voor in Australië.